# Заруддя (Достоївська сільська рада)
Заруддя (біл. Заруддзе) — село в Білорусі, в Іванівському районі Берестейської області. Орган місцевого самоврядування — Молодівська сільська рада.

## Історія
У 1921 році село входило до складу гміни Дружиловичі Дорогичинського повіту Поліського воєводства Польської Республіки.

## Населення
За переписом населення Білорусі 2009 року чисельність населення села становило 52 особи.
Станом на 10 вересня 1921 року в селі налічувалося 15 будинків та 79 мешканців, з них:
- 34 чоловіки та 45 жінок;
- 79 православних;
- 78 українців (русинів) та 1 поляк.